# Бакстон, Байрон
Байрон Кейрон Бакстон (англ. Byron Keiron Buxton; род. 18 декабря 1993, Баксли, Джорджия) — американский бейсболист, аутфилдер клуба Главной лиги бейсбола «Миннесота Твинс». Обладатель награды Золотая перчатка по итогам сезона 2017 года.

## Биография

### Ранние годы и начало карьеры
Байрон Бакстон родился 18 декабря 1993 года в городе Баксли, расположенном в ста милях к юго-западу от Саванны. Он второй из троих детей в семье водителя грузовика Фелтона Баксли и его супруги Кэрри. В бейсболом он начал играть в возрасте шести лет, затем выступал за школьные команды. В сезоне 2012 года, последнем в старшей школе округа Апплинг, Бакстон отбивал с эффективностью 54,5 %, набрав 22 RBI и украв 31 базу. Он также выходил на позиции питчера, проведя на поле 46 иннингов с пропускаемостью 1,66. Помимо бейсбола он играл за школьные команды по баскетболу и американскому футболу, был квотербеком и принимающим. Весной 2012 года скауты клубов Главной лиги бейсбола называли Бакстона одним из лучших молодых игроков, выходящих на драфт, сравнивая его с Джастином Аптоном, Эндрю Маккатченом и Мэттом Кемпом.
На драфте Главной лиги бейсбола 2012 года Бакстон был выбран клубом «Миннесота Твинс» в первом раунде под общим вторым номером. В июне он подписал контракт, получив бонус в размере 6 млн долларов. Эта сумма стала рекордной для «Твинс». Профессиональную карьеру он начал в фарм-команде «Твинс» в Лиге Галф-Кост, в составе которой сыграл 27 матчей с показателем отбивания 21,6 %. Сезон 2012 года Бакстон закончил в команде «Элизабеттон Твинс» в Аппалачской лиге. Следующий чемпионат он начал на уровне A-лиги в составе «Сидар-Рапидс Кернелс». В 68-ми сыгранных матчах он отбивал с показателем 34,1 %, набрав 55 RBI и украв 32 базы. В июне 2013 года он был переведён в состав «Форт-Майерс Миракл». Летом 2013 года Бакстон принял участие в Матче всех звёзд будущего. Его показатель отбивания по итогам сезона составил 33,4 %. Он набрал 77 RBI, украл 55 баз и стал лидером младших лиг с 18-ю выбитыми триплами. Журнал Baseball America по итогам сезона признал Бакстона Игроком года в младших лигах. В 2014 году Бакстон провёл всего 31 игру. Первые три месяца сезона он пропустил из-за травмы запястья. В августе он получил сотрясение мозга и выбыл из строя на пять недель. Осенью, во время выступлений в Аризонской лиге, Бакстон травмировал палец.

### Главная лига бейсбола
Сезон 2015 года Бакстон начал в составе «Чаттануги Лукаутс». В 268 выходах на биту он отбивал с эффективностью 28,3 %, набрав 37 RBI и украв 20 баз. В июне он был переведён в основной состав «Твинс» и дебютировал в Главной лиге бейсбола. Девятого августа, после серии неудачных матчей и травмы пальца, Бакстон был направлен в команду AAA-лиги «Рочестер Ред Уингз». По ходу сезона 2016 года он также испытывал проблемы с игрой на бите и дважды переводился в состав фарм-клуба. Вернувшись в основной состав «Миннесоты» в сентябре, Бакстон провёл заключительный месяц регулярного чемпионата на высоком уровне, отбивая с показателем 28,7 %.
В сезоне 2017 года Бакстон был одним из лидеров «Твинс», вышедших в плей-офф впервые с 2010 года. Он проявил себя как один из самых быстрых игроков лиги, украв 29 баз, и был надёжен в защите на позиции центрфилдера. В конце июля он был внесён в список травмированных, а после возвращения на поле отбивал с эффективностью 30,9 %. В ноябре 2017 года Бакстон стал обладателем Золотой перчатки лучшему защитнику на своей позиции.
Регулярный чемпионат 2018 года прошёл для Бакстона неудачно. Из-за перелома пальца на ноге и растяжения запястья он смог принять участие только в 28 играх, отбивая с показателем 15,6 %. Часть сезона он отыграл за «Рочестер», восстанавливаясь после травм. Второго сентября генеральный менеджер «Твинс» Тад Ливайн объявил, что команда не будет вызывать Бакстона в состав на заключительную часть чемпионата, дав ему возможность восстановиться. В 2019 году он провёл за команду 87 игр с показателем отбивания 26,2 %. Ему снова не удалось избежать травм. В сентябре Бакстону была сделана операция после разрыва суставной губы левого плеча. В сокращённом из-за пандемии COVID-19 сезоне 2020 года он провёл 39 матчей, пропустив часть игр из-за растяжений.
В регулярном чемпионате 2021 года из-за различных травм Бакстон сыграл всего 61 матч, выбив 19 хоум-ранов. По итогам сезона он набрал лучший в карьере показатель OPS, составивший 1,005. В ноябре он подписал с Миннесотой новый семилетний контракт, сумма соглашения составила 100 млн долларов. Условия контракта включают в себя запрет на обмен и бонусы за достижение определённого количества подходов к бите.